# Jules Berger de Xivrey
Pour les articles homonymes, voir Berger (homonymie).
Jules Berger de Xivrey, né à Versailles le 16 juin 1801 et mort à Saint-Sauveur-lès-Bray (Seine-et-Marne) le 29 juillet 1863, est un bibliothécaire et historien français, considéré comme l'un des érudits notables de son temps.

## Biographie
Fils d'un capitaine aide de camp, tué à la bataille d'Austerlitz en 1805, il est élevé par sa mère et fait ses études au Prytanée de Saint-Cyr, puis au lycée de Nancy. Sans fortune, il obtient en 1819 une place de commis dans l'administration des forêts du duc d'Orléans, mais ne tarde pas à y renoncer pour se consacrer à l'enseignement et surtout à l'étude de l'histoire et des langues anciennes. Ayant acquis une connaissance approfondie du grec, il publie en 1823 une traduction en vers de la Batrachomyomachia, ou Combat des rats et des grenouilles, suivie d'une parodie en vers burlesques qu'il découvre dans le manuscrit d'un vieil auteur français. En 1830, il publie une édition remarquée des Fables de Phèdre. Il entre alors en correspondance avec les plus célèbres philologues d'Europe et n'a cesse d'élargir le champ de ses études. Devenu docteur en philosophie de l'université de Tübingen et membre de plusieurs académies françaises et étrangères, il est élu membre de l'Académie des inscriptions et belles-lettres en 1839. Il est nommé bibliothécaire à la Bibliothèque de l'Arsenal, puis conservateur adjoint de la Bibliothèque impériale, mais il succombe à une longue maladie alors qu'il est encore dans la force de l'âge. Sa bibliothèque est vendue publiquement à la salle Sylvestre, le mercredi 25 novembre 1863.
Ses deux principaux ouvrages sont les Traditions tératologiques, ou Récits de l'antiquité et du moyen âge en Occident, et une édition des Lettres missives de Henri IV, parue en sept volumes entre 1848 et 1853 dans la collection des documents inédits sur l'histoire de France, sur une commande de l'Institut. Il est également l'auteur d'un grand nombre d'articles et de mémoires sur des sujets tels que la Vie et les ouvrages de l'Empereur Manuel Paléologue, la Polémique relative au cœur de Saint Louis et les Premiers Essais de la typolithographie et de la chalcolithographie.

## Principales publications
- Traité de prononciation grecque-moderne, à l'usage des Français (1828)
- Phaedri, Aug. liberti, fabularum aesopiarum libros quatuor, ex codice olim Pithoeano, deinde Peletteriano (1830)
- Traditions tératologiques, ou Récits de l'antiquité et du moyen âge en Occident sur quelques points de la fable, du merveilleux et de l'histoire naturelle, publiées d'après plusieurs manuscrits inédits grecs, latins, et en vieux français (1836) Texte en ligne
- Essais d'appréciations historiques, ou Examen de quelques points de philologie, de géographie, d'archéologie et d'histoire (2 volumes, 1837)
- Recueil des lettres missives de Henri IV, texte en français moyen contenant introduction et annexes en français (7 volumes, 1843-1858) Tome 1 : 1843 Texte en ligne : 1562-1584 Tome 2 : 1843 1585-1589 Tome 3 : 1846 1589-1593 Tome 4 : 1848  1593-1598 Tome 5 : 1850 1599-1602 Tome 6 : 1853  1603-1606 Tome 7 : 1858  1606-1610
- La suite, les volumes 8 et 9 a été publiée par son beau-père Joseph Guadet Tome 8 : 1872 Recueil des lettres missives; publié par Berger de Xivrey : Henry IV, King of France, 1553-1610 : Free Download & Streaming : Internet Archive Tome 9 : 1876 Recueil des lettres missives; publié par Berger de Xivrey : Henry IV, King of France, 1553-1610 : Free Download & Streaming : Internet Archive
- Étude sur le texte et le style du Nouveau Testament (1856)
- Tradition française d'une confédération de l'Italie, rapprochement historique (1609-1859) (1860)

## Sources
- Sources biographiques : Pierre Larousse, Grand Dictionnaire universel du XIXe siècle, vol. II, 1867.
- Sources bibliographiques : Bibliothèque nationale de France.
- Vente bibliothèque (Ferdinand Rousté, 1864)